# Casanova le petit
Pour plus de détails, voir Fiche technique et Distribution.
Casanova le petit (Casanova Brown) est un film américain en noir et blanc réalisé par Sam Wood, sorti en 1944.
Deux versions précédentes ont été tournées : The Little Accident (1930) et Little Accident (1939).

## Synopsis
Cass Brown, professeur d'anglais, a été marié à Isabelle Drury. Mais le mariage n'a duré que quelques mois, puis fut annulé. Cass s'apprête à convoler en secondes noces avec Madge Ferris, quand il apprend qu'Isabelle a eu un enfant de lui et qu'elle s'apprête à l'abandonner. Cass recueille l'enfant et le confie à Monica, qu'il envisage alors d'épouser.

## Fiche technique
- Titre : Casanova le petit
- Titre original : Casanova Brown
- Réalisation : Sam Wood
- Scénario : Nunnally Johnson, d'après la pièce de Floyd Dell et Thomas Mitchell (1927)
- Musique : Arthur Lange, Howard Jackson (non crédité)
- Chef opérateur : John F. Seitz
- Décors : Julia Heron
- Costumes : Muriel King
- Photographie : John F. Seitz
- Montage : Thomas Neff
- Producteur : Nunnally Johnson, Gary Cooper (non crédité)
- Sociétés de production : International Pictures (en), Christie Corporation, Nunnally Johnson Productions
- Société de distribution : RKO Radio Pictures
- Format : noir et blanc — pellicule : 35 mm — image : 1,37:1 — son : mono (Western Electric Recording)
- Genre : comédie romantique
- Durée : 94 minutes
- Dates de sortie :
  - France : 5 août 1944 (première mondiale)
  - États-Unis : 14 septembre 1944
  - France : 26 février 1947 (sortie nationale)

## Distribution
- Gary Cooper (VF : Marc Valbel) : Cass Brown
- Teresa Wright : Isabel Drury
- Frank Morgan (VF : Jacques Berlioz) : M. Ferris
- Anita Louise : Madge Ferris
- Edmond Bréon (VF : Camille Guérini) : M. Drury
- Patricia Collinge : Mme Drury
- Jill Esmond (VF : Lita Recio) : le docteur Zernerke
- Mary Treen : Monica Case
- Isobel Elsom : Mme Ferris
- Halliwell Hobbes : Charles, le valet
- Emory Parnell (VF : Georges Hubert) : Frank, le capitaine
- Irving Bacon : le directeur d'hôtel
- Dorothy Tree : l'infirmière Clark
- Robert Emmett Keane : Yokes

Acteurs non crédités
- Frederick Burton : le révérend Dean
- Lane Chandler : une ordonnance
- Billy Chapin : l'enfant des Brown
- Byron Foulger : Fletcher
- Dell Henderson, Bud Jamison, Snub Pollard : pères à la nurserie
- Sarah Padden : Mme Smith, la propriétaire
- Grady Sutton : Tod
- Dorothy Vaughan : la cuisinière des Drury
- Emmett Vogan : un médecin
- Mary Young : Mme Dean